# Ульяновський район (Ульяновська область)
Ульяновський район (рос. Ульяновский район) — адміністративно-територіальна одиниця (район) та муніципальне утворення (муніципальний район) у центральній частині Ульяновської області Росії.
Адміністративний центр — робітниче селище Ішеєвка.

## Історія
Ульяновський район був утворений 16 липня 1928 року у складі Ульяновського округу Середньо-Волзької області, з районним центром місто Ульяновськ.

## Населення
| 1939    | 1989    | 2002    | 2009    | 2010    | 2011    | 2012    |
| ------- | ------- | ------- | ------- | ------- | ------- | ------- |
| 51 597  | ↗54 919 | ↗58 366 | ↘40 838 | ↘36 669 | ↘36 639 | ↗36 657 |
| 2013    | 2014    | 2015    | 2016    | 2017    | 2018    | 2019    |
| ↗36 695 | ↗36 732 | ↗36 968 | ↗37 040 | ↘36 885 | ↘36 619 | ↘36 380 |
| 2020    | 2021    |         |         |         |         |         |
| ↘36 099 | ↘35 097 |         |         |         |         |         |